# Scandlines

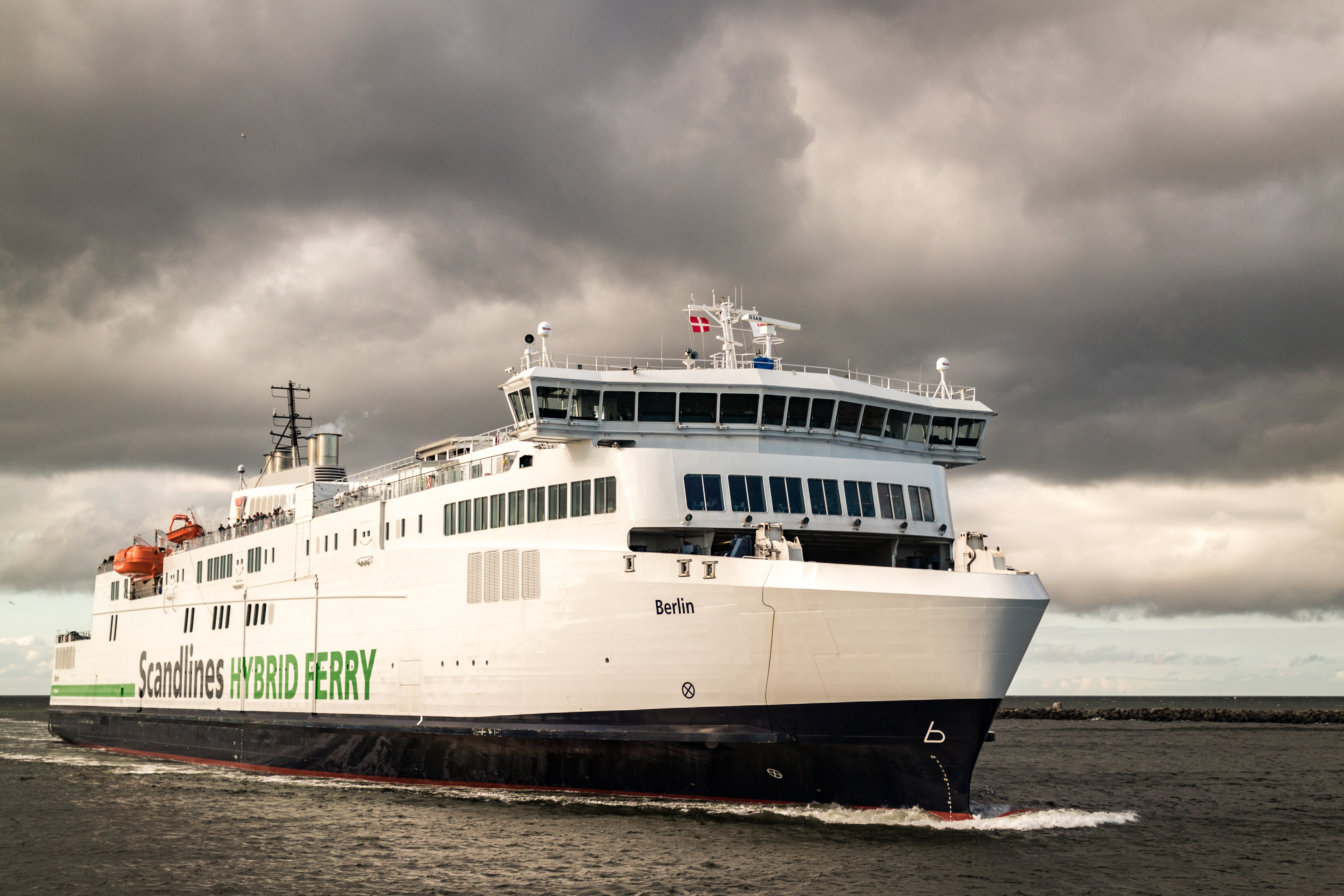
Un ferry hybride de Scandlines.

Routes maritimes exploitées par Scandlines.

Scandlines est une compagnie maritime germano-danoise opérant des ferries entre l'Allemagne et le Danemark. Elle était la propriété du groupe d'investissements 3i depuis 2013, qui a revendu ses parts à un investisseur britannique en 2018.

## Routes maritimes
La Scandlines exploite trois routes maritimes :
- Gedser – Rostock (1H45)
- Rødby – Puttgarden (45 minutes)
- Helsingør - Helsingborg (20 minutes)

## Flotte
La compagnie exploite 8 bateaux, dont 6 sont à propulsion hybride, qui réalisent 42 000 départs chaque année.
| Nom                 | Construction | Tonnage | Passagers | Notes                           |
| ------------------- | ------------ | ------- | --------- | ------------------------------- |
| Aurora              | 1982         | 20,381  | 12        | exploité par HH Ferries         |
| Berlin              | 2016         | 22,319  | 1 500     | ferry hybride; Gedser–Rostock   |
| Copenhagen          | 2016         | 22,319  | 1 500     | ferry hybride; Gedser–Rostock   |
| Deutschland         | 1997         | 15,187  | 1 200     | ferry hybride; Rødby–Puttgarden |
| Holger Danske       | 1976         | 2,779   | 12        | produits dangereux uniquement   |
| Kronprins Frederik  | 1981         | 16,071  | 1 082     | marchandises uniquement         |
| Prins Richard       | 1997         | 14,822  | 1 140     | ferry hybride; Rødby–Puttgarden |
| Prinsesse Benedikte | 1997         | 14,822  | 1 140     | ferry hybride; Rødby–Puttgarden |
| Schleswig-Holstein  | 1997         | 15,187  | 1 200     | ferry hybride; Rødby–Puttgarden |
| Tycho Brahe         | 1991         | 11,148  | 1 250     | exploité par HH Ferries         |